# Abbaye de Leffe du XVIe au XVIIIe siècle
L’abbaye de Leffe, dénommée plus exactement Abbaye Notre-Dame de Leffe est une abbaye, fondée en 1152, toujours vivante en 2015, habitée par une communauté de chanoines prémontrés, appelés aussi norbertins. Elle est située à Leffe, un quartier de Dinant (Belgique), sur la rive droite de la Meuse. Au XVe siècle, Dinant s'est révolté contre l'évêque Louis de Bourgogne. Les ducs de Bourgogne interviennent. L'abbaye devient une victime collatérale du conflit et se retrouve en ruines à la fin du siècle.
À la suite d'abbatiats brillants et constructifs, l'abbaye se redresse et retrouve du prestige. Avec l'avênement de Joseph II, en 1794, sans présager des calamités qui vont suivre pour les institutions religieuses du pays, les Belges espèrent la continuation de l’ère de prospérité dont ils ont joui sous Marie-Thérèse d'Autriche.

## Redressement de l'abbaye
À la suite des représailles de l'armée bourguignonne envers l'abbaye, cette dernière est en ruines. Les murs de l’abbaye sont relevés à la hâte. Aux multiples agitations provoquées par la guerre, succède une période de remise en ordre et de relèvement. Y contribuent de nouvelles donations comme la cession testamentaire en 1489 de la seigneurie de Haute-Sorinne par Barthélemy de Spontin et son épouse. Les moulins placés sur la rivière dans les « fonds de Leffe » deviennent une source de revenus intéressante. Les textes anciens n’hésitent pas à parler d’« usines » établies autour de ces exploitations qui, au départ familiales, prendront très vite une extension considérable. Grâce notamment à ces ressources nouvelles, la communauté connaît un siècle de redressement entre 1484 et 1583 malgré la disparition des archives et le cortège de procédures juridiques qu’elle entraîne, malgré aussi une succession d’abbatiats assez brefs et un contexte socio-économique décidément instable.
Depuis le règne de Charles Quint, jusqu'au gouvernement de Marie-Thérèse (1515-1740) en effet, la Belgique est presque continuellement le théâtre des guerres sanglantes qui éclatent entre la France et l'Espagne, puis entre la France et l'Autriche. Des armées amies ou ennemies sillonnent et foulent en tous sens les provinces, semant le plus souvent la désolation et les ruines. Parfois survient une trêve de courte durée, motivée le plus souvent par le manque d'hommes ou de ressources.

## Troubles internes à l'abbaye
Cette longue période d’incertitudes sociales s’accompagne parfois de troubles internes. Ainsi en 1583, l’abbé Jean de Saint-Hubert, alias Jean Massinet, abdique la dignité abbatiale. On est assez porté à croire que cette abdication fut forcée, car on lit aux Annales de Prémontrés : « En 1583, l'abbé de Prémontré, général de l’ordre, délégua l'abbé de Floreffe, Gilles d'Aisechelet, pour examiner l'état de l'abbaye de Leffe. Jean de Massinet, en abdiquant la dignité abbatiale avait exigé, sur les revenus du monastère, une pension dont l’importance excita les plaintes et le mécontentement des religieux. Gilles d’Aisechelet reçut le pouvoir de la réduire s'il la trouvait excessive, et même d’en priver entièrement l'abbé, si les bruits relatifs à sa conduite scandaleuse se confirmaient ». On ignore quel fut le résultat de cette enquête. Si toutefois il y eut désordre dans l'administration ou scandale dans la conduite de cet abbé, la bonne réputation de la communauté semble n'en avoir été point ternie.

## Calamités naturelles
L’horizon semble s’éclaircir pour l’abbaye lorsque Georges du Terne est appelé par acclamation à diriger les destinées du monastère. Il lui revient de commencer la reconstruction à neuf du monastère. De son abbatiat, on peut voir encore un bâtiment portant la date de 1604. L’abbaye jouit en ce temps d’une tranquillité relative bien que parsemée de calamités naturelles. En 1577, une épidémie de peste se déclare à Bouvignes et à Dinant, et fait de nombreuses victimes. En 1587, survient une famine importante qui perturbe durablement la vie sociale et économique. À partir de 1617 une nouvelle épidémie de peste vient désoler la région de Dinant. La maladie continue à sévir par intermittence jusqu’en 1636, année où l'abbé de Leffe, Jean Noizet, en meurt. 
En 1619, l’avocat français Pierre Bergeron voyage dans les Provinces Unies en compagnie de Monsieur et Madame de Blérancourt et de Nicolas Le Saige, abbé prémontré de Saint-Martin de Laon. Il évoqueson séjour à l’abbaye de Leffe.

## Abbatiat de Jean Noizet
Jean Noizet a été nommé coadjuteur de George du Terne en 1603, à l’âge de 23 ans. Il lui succède fin 1610. Son abbatiat est marqué par un événement majeur sur le plan régional : le 21 novembre 1618, fête de la Présentation de la Sainte Vierge au temple, L’abbé Noizet préside à Foy, près de Dinant, une importante cérémonie religieuse en présence d’une grande foule. Il s'agit de la translation de la statue miraculeuse de Notre-Dame, du château de Celles dans l'église du village de Foy, lieu de sa découverte. 
Durant cette période, l'abbaye de Leffe peut endurer sans trop de difficultés les famines et les campagnes militaires qui troublent et désolent la région. La protection du roi de France n’y est pas pour rien. En effet, Louis XIII, qui a en grande estime l'ordre de Prémontré[réf. nécessaire], lui a octroyé, en 1632, une sauvegarde pour la sécurité de ses personnes et de ses biens, tant en France que dans les pays alliés. Alors même qu'elle a reconnu l'autonomie des Pays-Bas catholiques sous le gouvernement d'Albert et d'Isabelle, l’Espagne accorde elle aussi des subsides considérables, car elle a grandement à cœur le triomphe de l'Église catholique sur la fronde protestante. De tels appuis sont bien nécessaires pour faire face aux dépenses énormes nécessitées par des calamités de longue durée.
Le fléau qui a causé la mort du prélat Jean Noizet et de plusieurs religieux désorganise la vie conventuelle pour quelque temps. Ancien curé de Lisogne, Désiré Gouverneur reprend après quelques mois la charge de gouvernement et s’en acquitte jusqu’à sa mort en 1653. Jacques Malaise lui succède. Il décède après 40 jours, avant même de recevoir la bénédiction abbatiale. Il est le compositeur de plusieurs motets à trois voix aujourd’hui disparus, dont le musicologue Fétis écrivit dans sa bibliographie universelle des musiciens qu’ils sont « d’une couleur mélodique très agréable et il en est d’un caractère grave et solennel ».

## Abbatiat de Perpète Noizet
Perpète Noizet reprend les rênes du gouvernement de 1653 jusqu’à 1672. Son épitaphe indique qu’il fut très aimé de ses religieux et doué de grandes qualités d’âmes et de corps[réf. nécessaire]. Ses mérites lui attirent l'estime du chapitre général de l'Ordre, qui lui donne ainsi qu’à ses successeurs le titre d’abbé d'Iveld, un monastère du diocèse de Mayence passé au luthéranisme. Par cette fiction[Quoi ?], les abbés de Leffe obtiennent l'usage de la mitre et des insignes pontificaux dont la plupart des autres abbés prémontrés jouissent depuis le XIVe siècle. En 1661, Perpète Noizet fait élever une aile de bâtiment parfaitement conservée jusqu'à aujourd'hui et portant la date de sa construction avec la devise Virtute perenni.
Un document[Lequel ?] nous indique que vers cette époque, le monastère est habité par seize religieux. Il possède un revenu évalué à douze mille florins. En outre, treize autres religieux desservent les cures dont l'abbé avait la collation.

## Abbatiat de Pierre Lefèvre
Successeur de l’abbé Gouverneur, Pierre Lefèvre, n’a pas été curé, contrairement à la plupart des autres abbés de Leffe. Il a toujours résidé à l’abbaye, où il a rempli les charges de sacristain, maître des novices et proviseur. Familiarisé avec toutes les exigences de la discipline conventuelle, il est bien préparé au maintien de la vie claustrale. Il n’hésite pas à faire révoquer un curé indigne, à se montrer plus sévère dans la formation des novices et à en renvoyer certains.
En 1683, le roi Charles II d'Espagne doit résister par les armes aux prétentions de Louis XIV. Pour subvenir aux frais de la guerre, il lève des impôts considérables sur les provinces des Pays-Bas. Cette mesure épuise de nouveau les ressources d'un grand nombre d'abbayes. En 1690, après la bataille de Fleurus, les Français victorieux imposent une forte contribution sur la province de Namur. Dans ces deux circonstances, l'abbaye de Leffe doit naturellement intervenir pour sa quote-part. 
Une déclaration de 1700 relative aux biens situés dans le comté de Namur, dénote la présence continue de ces impositions. Il arrive que celles-ci soient tempérées. Ainsi, en 1696, Louis XIV fait à l'abbaye de Leffe la remise d'une rente de vingt-cinq sacs et demi d'avoine, due aux domaines. Vingt et un ans auparavant, les Français, sous la conduite du roi, se sont en effet rendus maîtres de Dinant où ils établissent tout un nouveau système de défense. Ils construisent entre autres un fort avancé sur les terres de la ferme de Malaise, appartenant à l'abbaye. Dominant le ravin de Saint-Jacques, ce fort protège la citadelle par son côté le plus faible, mais il enlève à l'abbaye de Leffe d'excellentes cultures et une carrière de bon rapport[réf. nécessaire].
L'abbé Lefèvre demande comme compensation, la remise de la rente précitée, ce que le roi Louis XIV lui accorde par ordonnance. En 1682 ne aile de bâtiment qui existe encore, est ajoutée. Bon religieux, administrateur avisé, le Père Lefèvre semble aussi avoir une conscience assez forte de la fraternité spirituelle qui doit présider aux relations entre communautés prémontrées. Les archives de l’abbaye recèlent encore une copie du pacte d’amitié et de solidarité qu’il a établi entre sa communauté et celle du Beau-Repart à Liège. Il s’agit d’un engagement à une prière réciproque pour les défunts et intentions respectifs de chaque communauté.[réf. nécessaire]

## Abbatiat de Perpète Renson
Marchant sur les traces de son prédécesseur, Perpète Renson (1704-1743), ancien curé de Dorinne, favorise les tendances au renouveau connu sous le nom d’ « antique rigueur », introduit au siècle précédent dans une partie de l’ordre par la réforme de lorraine de l’abbé Servais de Lairuels.
Il décide de rétablir dans leur observance primitive les prescriptions statutaires, principalement en ce qui concerne le vœu de pauvreté, auquel certains usages avaient apporté des adoucissements. En 1707, il supprime le pécule attribué personnellement à chaque confrère, auquel ses prédécesseurs n’ont pas osé toucher. Il rétablit le vestiaire commun, sous la direction d’un religieux qui devait veiller à procurer aux frères tout ce dont ils auraient raisonnablement besoin.
Ces réformes procèdent d’un programme bien précis visant à ramener la communauté vers une plus grande austérité et vers une simplicité de vie plus conforme à l’état religieux. À l’exemple de son prédécesseur, il n’hésite pas à faire rentrer dans leurs foyers ceux qui ne présentent pas de garantie de stabilité dans leur vocation. 
Par ailleurs, l'abbé Renson use largement des économies de ses prédécesseurs et de celles qu'il parvient à réaliser lui-même. L'église et le monastère ont eu beaucoup à souffrir par suite des guerres. L'abbé Renson en entreprend la réparation. En 1705, il fait restaurer le dortoir des religieux. En 1707, il agrandit et embellit[réf. nécessaire] le jardin à leur usage. De 1707 à 1710, il acquiert deux propriétés près de Ciney. En 1710, il fait construire la grande ligne des bâtiments : moulin, granges, remises.
Quatre ans après ces travaux, il ordonne la reconstruction complète de l'église, et en pose la première pierre le mardi de Pâques, 3 avril 1714. Terminée en mai 1719, elle reçoit, le 16 de ce mois, la visite et les félicitations du Prince-Évêque de Liège, qui en fixe la dédicace au 23 juillet. Le prélat étant tombé gravement malade, il délègue l'évêque de Namur, Ferdinand-Paul.
L'église de 1714 a deux cents pieds de longueur sur quatre-vingts de largeur, et est partagée en trois nefs par deux rangs de colonnes doriques. La nef du centre est fort élevée. Le cœur est orné de médaillons sculptés représentant les saints de l'ordre des Prémontrés, et sous le marbre du sanctuaire, se trouve une crypte du XIIe ou XIIIe siècle, portée par une double rangée de colonnes. Deux ordres de pilastres décorent le portail, qui se termine par un fronton. Le boisage est sculpté. On y remarque les quatre évangélistes et les quatre grands docteurs de l'Église, de hauteur naturelle. Les sous-ailes sont ornées de tableaux qui représentent les traits de la vie de saint Norbert.
Perpète Renson parachève l’extension du domaine abbatial en 1734, lorsqu’il acquiert une partie de la seigneurie de Dorinne, pour laquelle il fait relief devant la cour du Prince-Évêque de Liège, le 18 juin 1737. Le 9 février 1737, les députés de l'état ecclésiastique du duché de Luxembourg invitent l’abbé Renson à leur adresser un détail des possessions de son abbaye en ce duché, avec spécification de leurs revenus actuels. C'est le prélude des vexations que vont bientôt subir les communautés religieuses qui se trouvent sous la dépendance du gouvernement autrichien[réf. nécessaire].

## Dispositions autrichiennes
Augustin Lambreck, successeur du prélat Renson reçoit la charge abbatiale le 23 octobre 1743. Il contribue au réchauffement des relations avec l’abbaye-mère de Floreffe. Continuant l'œuvre de son prédécesseur, dont il avait été l’architecte, il fait construire le corps de logis qui porte pour devise : Pax huic domini 1747. Il meurt le 13 décembre de cette même année. 
L’abbé Guissart lui succède. À cette époque l'impératrice Marie-Thérèse nomme successivement comme gouverneurs des Pays-Bas trois ministres plénipotentiaires imprégnés de la philosophie des Lumières qui s'immiscent dans les affaires ecclésiastiques.
À partir du XVIe siècle, dans le comté de Namur et le duché de Luxembourg, l’acquisition des biens immeubles par les monastères est peu à peu défendue à moins d’une autorisation expresse ou d’un octroi du souverain. Les biens acquis en vertu de pareil octroi sont dits amortis, c'est-à-dire soustraits à la juridiction civile, pour être soumis à l'autorité ecclésiastique et par là même, dans certains cas, exempts des charges et impositions publiques. Les biens acquis par les monastères sans un octroi régulier du souverain sont sujets à confiscation une année après leur prise de possession.
En vertu de l'édit de Marie-Thérèse du 15 septembre 1753, tous les monastères doivent envoyer aux fiscaux de leur ressort une liste exacte des biens non amortis, et les vendre publiquement aux conditions qui leur seront prescrites sous peine de confiscation. Ils doivent également faire la preuve de l’amortissement de leurs autres biens. Le tiers des biens confisqués sont dévolus aux dénonciateurs des biens non amortis. Quoique située dans la principauté de Liège, l'abbaye de Leffe a des possessions assez nombreuses dans les Pays-Bas autrichiens. Pour se conformer à l'édit, l'abbé de Leffe envoie aux responsables concernés une déclaration des biens et revenus non amortis que l'abbaye possède dans leur ressort. Il est en outre à la base d’une entente entre divers supérieurs religieux en vue de demander l’amortissement d’un certain nombre de biens.
Cette entente permet à un grand nombre de communautés religieuses de conserver leurs biens. C’est ainsi que Perpète Guissart peut accorder au chapitre de la cathédrale de Namur un prêt important pour l'aider à reconstruire cette église. Le répit qui marque l’abbatiat de Frédéric Coppée et Norbert Boulvin est cependant de courte durée. Élu 5le abbé de Leffe, Frédéric Gérard succède à Norbert Boulvin le 17 mai 1780, à l’âge de 37 ans. Il reçoit la bénédiction abbatiale le 18 juin de la même année dans la chapelle du prince de Chimay.
L'abbatiat de Frédéric Gérard coïncide avec l'avènement de Joseph II qui, par une suite de réformes imprudentes et mal accueillies provoque une insurrection en 1794.